# Villaines-la-Juhel
|  | Per a altres significats, vegeu «cantó de Villaines-la-Juhel». |

Villaines-la-Juhel és un municipi francès al departament del Mayenne (regió del País del Loira). L'any 2007  tenia 3.095 habitants.

## Demografia

### Població
El 2007 la població de fet de Villaines-la-Juhel era de 3.095 persones. Hi havia 1.386 famílies de les quals 486 eren unipersonals (201 homes vivint sols i 285 dones vivint soles), 474 parelles sense fills, 338 parelles amb fills i 88 famílies monoparentals amb fills.
La població ha evolucionat segons el següent gràfic:

### Habitatges
El 2007 hi havia 1.573 habitatges, 1.390 eren l'habitatge principal de la família, 36 eren segones residències i 147 estaven desocupats. 1.243 eren cases i 299 eren apartaments. Dels 1.390 habitatges principals, 822 estaven ocupats pels seus propietaris, 554 estaven llogats i ocupats pels llogaters i 14 estaven cedits a títol gratuït; 31 tenien una cambra, 128 en tenien dues, 315 en tenien tres, 428 en tenien quatre i 488 en tenien cinc o més. 1.039 habitatges disposaven pel capbaix d'una plaça de pàrquing. A 711 habitatges hi havia un automòbil i a 466 n'hi havia dos o més.

### Piràmide de població
La piràmide de població per edats i sexe el 2009 era:
| Homes | Edats   | Dones |
| ----- | ------- | ----- |
| 0     | 95 o +  | 20    |
| 0     | 90 a 94 | 36    |
| 28    | 85 a 89 | 80    |
| 48    | 80 a 84 | 28    |
| 44    | 75 a 79 | 88    |
| 76    | 70 a 74 | 64    |
| 104   | 65 a 69 | 84    |
| 48    | 60 a 64 | 100   |
| 88    | 55 a 59 | 76    |
| 68    | 50 a 54 | 60    |
| 132   | 45 a 49 | 108   |
| 120   | 40 a 44 | 132   |
| 120   | 35 a 39 | 112   |
| 100   | 30 a 34 | 108   |
| 108   | 25 a 29 | 92    |
| 88    | 20 a 24 | 76    |
| 144   | 15 a 19 | 92    |
| 92    | 10 a 14 | 100   |
| 76    | 5 a 9   | 80    |
| 76    | 0 a 4   | 72    |

## Economia
El 2007 la població en edat de treballar era de 1.766 persones, 1.282 eren actives i 484 eren inactives. De les 1.282 persones actives 1.156 estaven ocupades (620 homes i 536 dones) i 125 estaven aturades (46 homes i 79 dones). De les 484 persones inactives 229 estaven jubilades, 115 estaven estudiant i 140 estaven classificades com a «altres inactius».

### Ingressos
El 2009 a Villaines-la-Juhel hi havia 1.390 unitats fiscals que integraven 3.023 persones, la mediana anual d'ingressos fiscals per persona era de 15.830 €.

### Activitats econòmiques
Dels 166 establiments que hi havia el 2007, 3 eren d'empreses extractives, 5 d'empreses alimentàries, 1 d'una empresa de fabricació de material elèctric, 13 d'empreses de fabricació d'altres productes industrials, 17 d'empreses de construcció, 41 d'empreses de comerç i reparació d'automòbils, 8 d'empreses de transport, 13 d'empreses d'hostatgeria i restauració, 5 d'empreses financeres, 7 d'empreses immobiliàries, 18 d'empreses de serveis, 19 d'entitats de l'administració pública i 16 d'empreses classificades com a «altres activitats de serveis».
Dels 53 establiments de servei als particulars que hi havia el 2009, 1 era una oficina d'administració d'Hisenda pública, 1 gendarmeria, 1 oficina de correu, 2 oficines bancàries, 1 funerària, 4 tallers de reparació d'automòbils i de material agrícola, 1 taller d'inspecció tècnica de vehicles, 1 autoescola, 3 paletes, 4 guixaires pintors, 3 fusteries, 3 lampisteries, 3 empreses de construcció, 7 perruqueries, 4 veterinaris, 3 agències de treball temporal, 3 restaurants, 4 agències immobiliàries, 1 tintoreria i 3 salons de bellesa.
Dels 28 establiments comercials que hi havia el 2009, 1 era un hipermercat, 1 un supermercat, 2 grans superfícies de material de bricolatge, 3 botiges de menys de 120 m², 3 fleques, 3 carnisseries, 1 una llibreria, 5 botigues de roba, 1 una botiga d'equipament de la llar, 1 una sabateria, 2 botigues d'electrodomèstics, 2 botigues de material esportiu, 2 drogueries i 1 una floristeria.
L'any 2000 a Villaines-la-Juhel hi havia 57 explotacions agrícoles que ocupaven un total de 2.360 hectàrees.

## Equipaments sanitaris i escolars
El 2009 hi havia 1 hospital de tractaments de curta durada, 1 hospital de tractaments de mitja durada (seguiment i rehabilitació), 1 farmàcia i 2 ambulàncies.
El 2009 hi havia 1 escola maternal i 2 escoles elementals. Villaines-la-Juhel disposava de 2 col·legis d'educació secundària amb 399 alumnes.

## Poblacions properes
El següent diagrama mostra les poblacions més properes.